# Veterans Memorial Stadium
Veterans Memorial Stadium – wielofunkcyjny stadion w Pago Pago, na Samoa Amerykańskim obok Lotniska Międzynarodowego Pago Pago. Stadion może pomieścić 10 000 widzów, jest jednym z najmniejszych stadionów narodowych w Oceanii i służy jako stadion narodowy Samoa Amerykańskiego. Jest domową areną reprezentacji Samoa Amerykańskiego w piłce nożnej, gości wszystkie jej domowe mecze. Jest obecnie używany głównie do meczów piłki nożnej, rugby league i futbolu amerykańskiego.